# Psychotria lorentzii
Psychotria lorentzii är en måreväxtart som beskrevs av Theodoric Valeton. Psychotria lorentzii ingår i släktet Psychotria och familjen måreväxter. Inga underarter finns listade i Catalogue of Life.